# Evangelische Kirche (Michelsberg, Siebenbürgen)

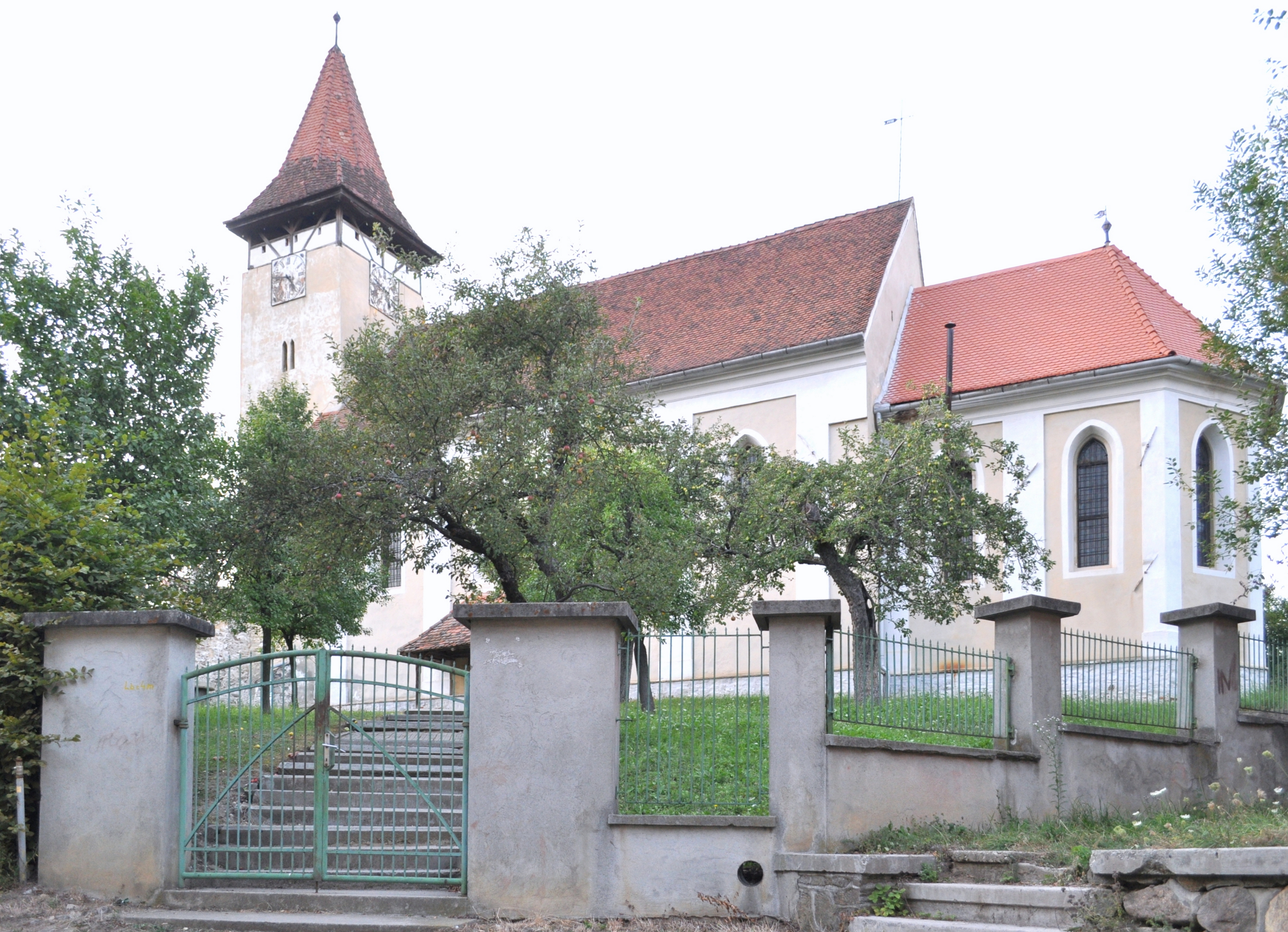
Evangelische Kirche Michelsberg

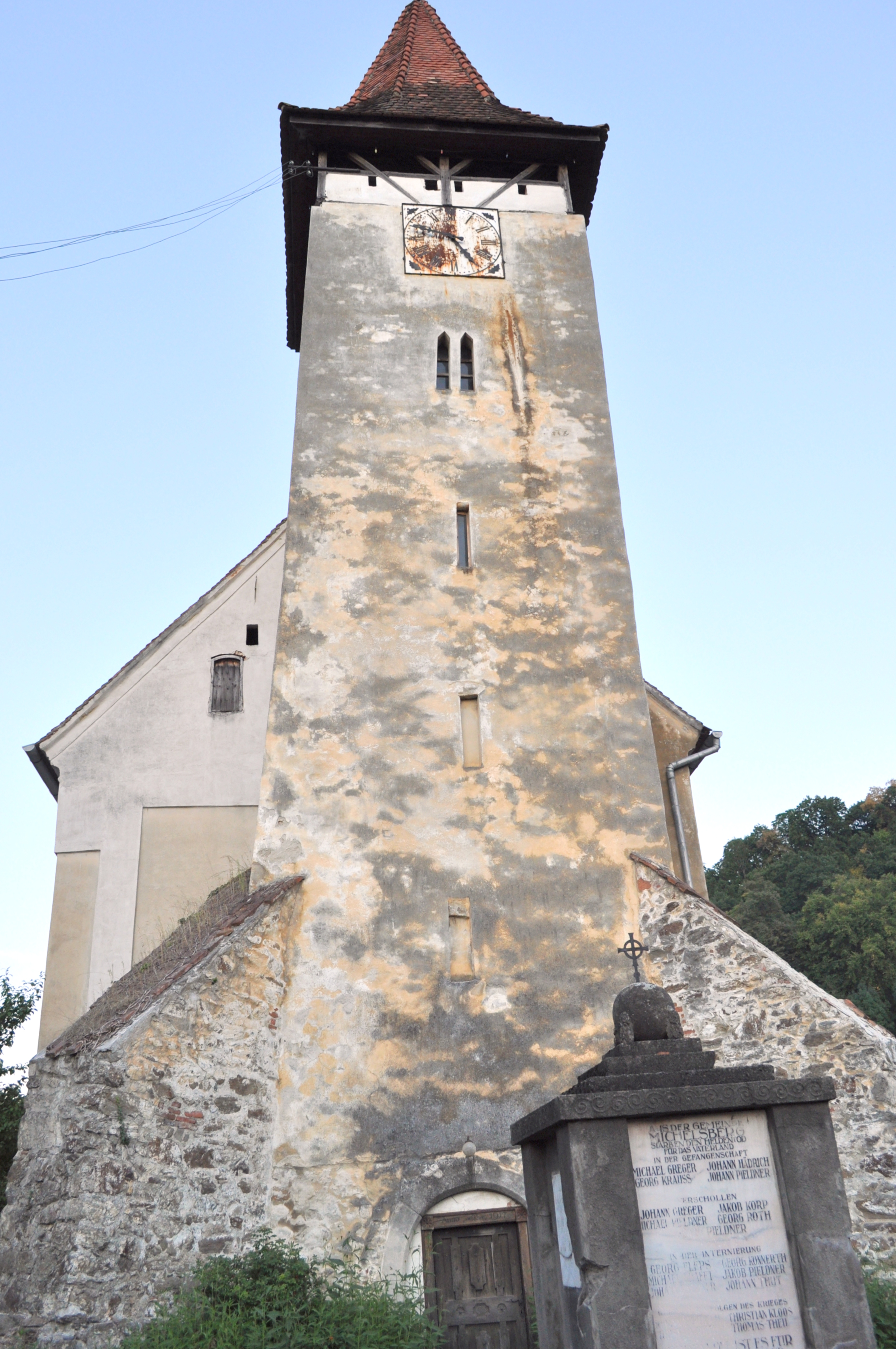
Kirchturm

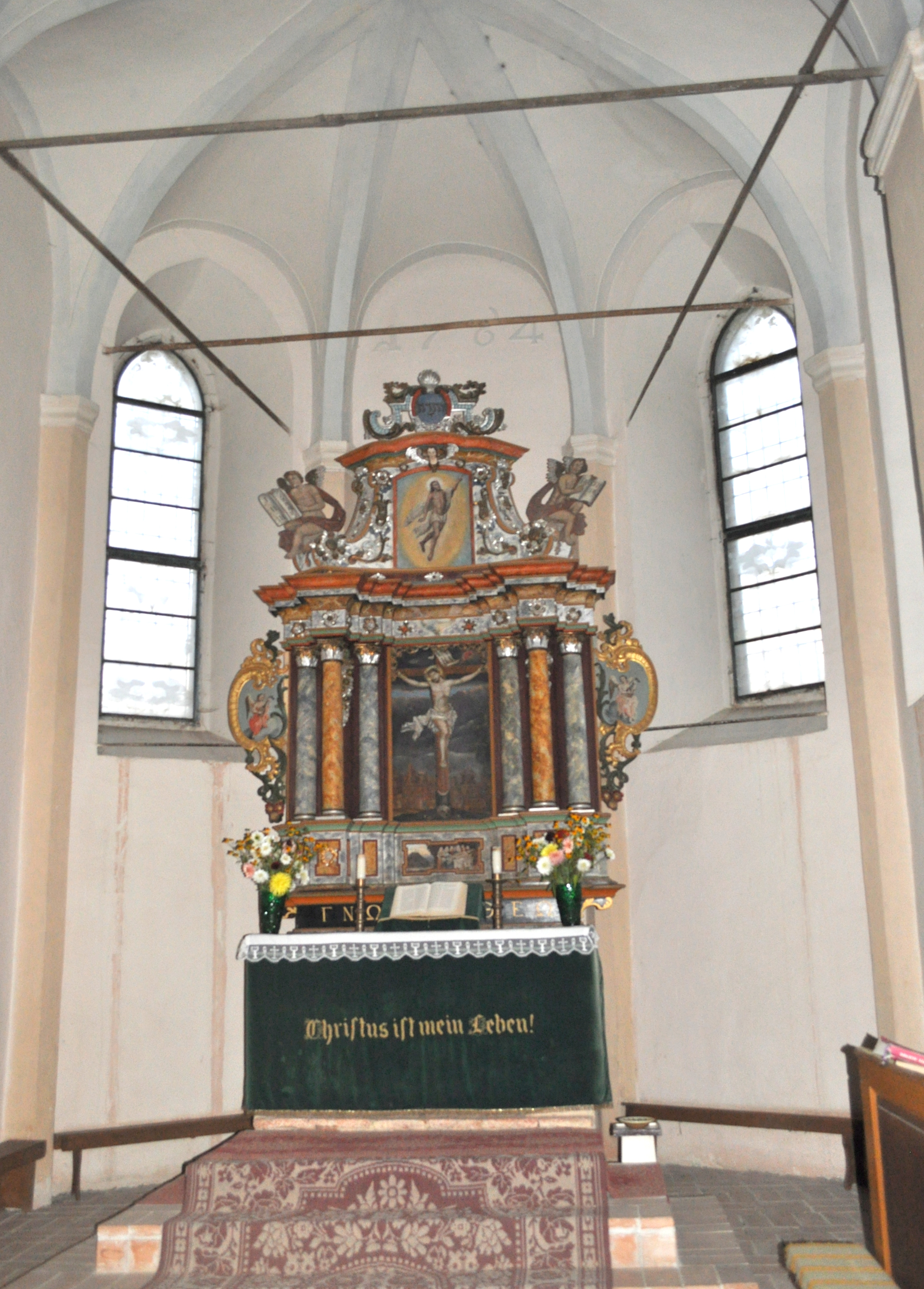
Altar

Die Evangelische Kirche in Michelsberg (rumänisch Biserica evanghelică din Cisnădioara) im Kreis Sibiu in der Region Siebenbürgen in Rumänien ist ein 1764 erbautes Kirchengebäude.

## Geschichte
Die Bergkirche der Kirchenburg Michelsberg über dem Ort hatte keine Bedeutung für das religiöse Leben in Michelsberg, sei es wegen eines jahrhundertelangen Streits mit Heltau oder wegen des beschwerlichen Aufstiegs. Im 13. oder 14. Jahrhundert bestand im Ort eine einfache romanische Marienkirche. Um 1350 erhielt diese Kirche einen Kirchturm in Pyramidenstumpf-Form. Diese Kirche wurde Anfang des 18. Jahrhunderts abgerissen. Mit Spenden und Eigenleistung des Dorfbevölkerung wurde bis 1764 die heutige Kirche erbaut. Um Kosten zu sparen, wurde in der neuen Kirche jedoch altes Gestühl verwendet und die Galerieböden aus Bauteilen der vorherigen mittelalterlichen Kirche gebaut.

## Bauwerk
Die Kirche steht nördlich der Hauptstraße. Im nördlichen Teil des Hofes befindet sich ein Gefallenendenkmal.
Die Kirche ist eine einfache Saalkirche mit schmalem Chor und Sakristei. Der Turm an der Westseite stammt vom Vorgängerbau.

## Ausstattung
Der Barockaltar stammt wohl auch aus der vorherigen Kirche. Die Michelsberger Madonna stand früher in der Kirche und ist heute im Brukenthal-Museum in Hermannstadt ausgestellt. Die Kirche beherbergt die älteste funktionsfähige Orgel mit Pfeifen in Siebenbürgen von 1723.